# Tour de France Soundtracks
| Críticas profissionais | Críticas profissionais |
| Pontuações agregadas   | Pontuações agregadas   |
| Fonte                  | Avaliação              |
| ---------------------- | ---------------------- |
| Metacritic             | 73                     |
| Avaliações da crítica  |                        |
| Fonte                  | Avaliação              |
| All Music Guide        | [ 2 ]                  |
| Playlouder             | [ 3 ]                  |
| Pitchfork Media        | [ 4 ]                  |

Tour de France Soundtracks é o décimo e mais recente álbum de estúdio do grupo eletrônico alemão Kraftwerk. O álbum foi gravado para o 100º aniversário do primeiro Tour de France. Foi o primeiro álbum de material novo de estúdio desde Electric Café, lançado há 17 anos, em 1986.
Após Tour de France Soundtracks, o Kraftwerk lançou algumas compilações, coletâneas, álbuns de remixes e o álbum duplo ao vivo Minimum-Maximum. Também existem diversos bootlegs de apresentações disponíveis.

## Faixas
Lado A
1. "Prologue" – 0:31
2. "Tour de France Étape 1" – 4:27
3. "Tour de France Étape 2" – 6:41
4. "Tour de France Étape 3" – 3:56
5. "Chrono" – 3:19

Lado B
1. "Vitamin" – 8:09

Lado C
1. "Aéro Dynamik" – 5:04
2. "Titanium" – 3:21
3. "Elektro Kardiogramm" – 5:16

Lado D
1. "La Forme" – 8:41
2. "Régéneration" – 1:16
3. "Tour de France" – 5:12

## Créditos
- Ralf Hütter – vocal, softwares e sintetizadores, sequenciadores.
- Florian Schneider – vocal, softwares e sintetizadores, sequenciadores.
- Fritz Hilpert – softwares e sintetizadores, sequenciadores, percussão eletrônica, engenharia de som.
- Henning Schmitz – softwares e sintetizadores, percussão eletrônica.